# Polemistus
Polemistus ist eine Gattung der Grabwespen (Spheciformes) aus der Familie Crabronidae. In der Paläarktis kommen nur zwei Arten vor, von denen eine, Polemistus abnormis, auch in Europa vertreten ist. Das Hauptverbreitungsgebiet der Gattung ist das tropische Afrika und Asien.

## Merkmale
Die Gattung kann von den nahe verwandten Gattungen Passaloecus und Stigmus unter anderem durch die deutlich nach unten konvergierenden inneren Augenränder und ihr dreieckiges Labrum unterschieden werden.

## Lebensweise
Die Lebensweise ist nur von wenigen Arten erforscht. Es ist bekannt, dass die Nester in Holz oder Halmen angelegt werden und die Brut mit Blattläusen versorgt wird. Das Nest mit einer durchsichtigen, harzähnlichen Substanz verschlossen.

## Belege